# Laiyuan

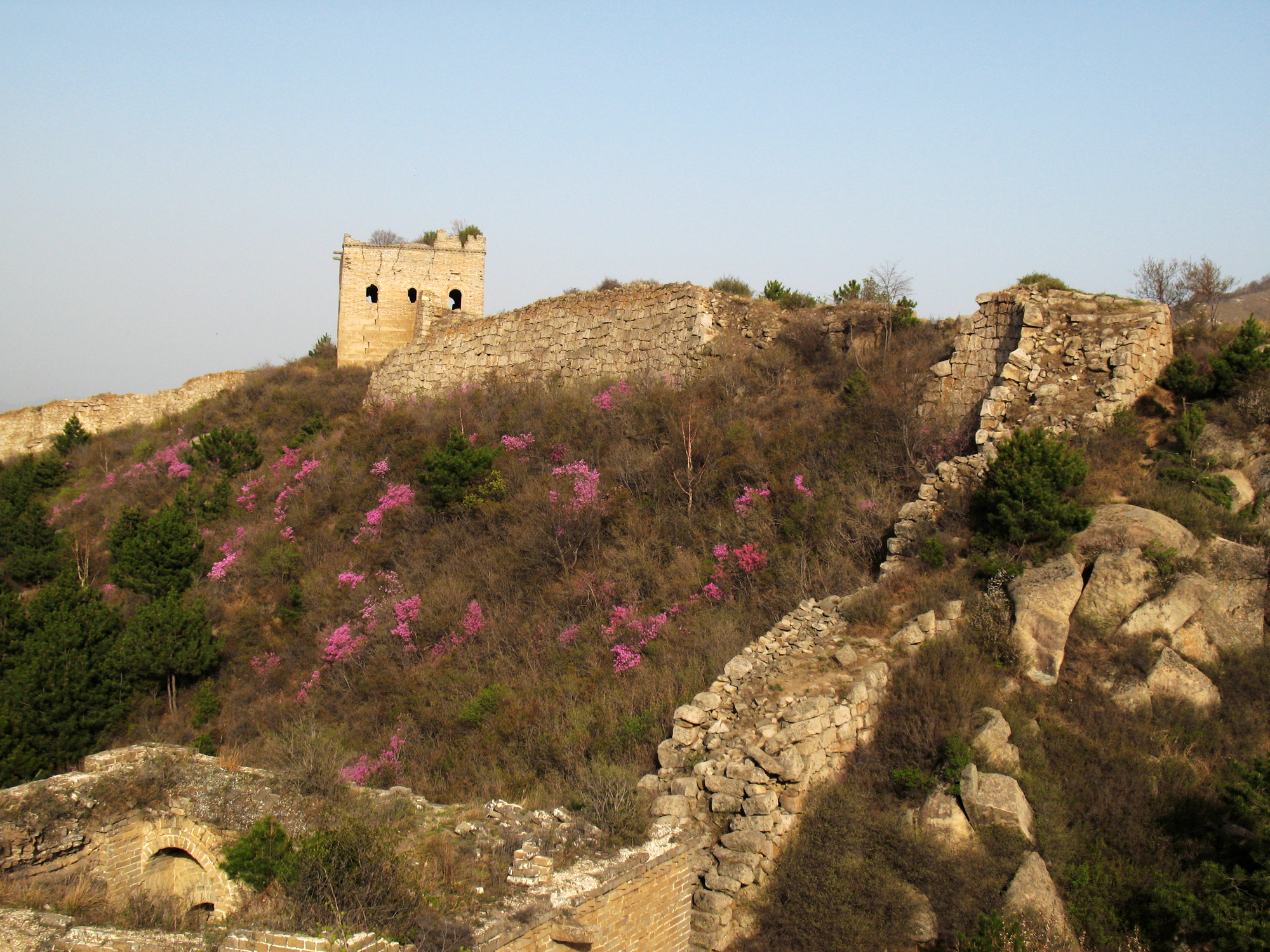
Große Mauer bei Baishishan

Laiyuan (chinesisch 涞源县, Pinyin Láiyuán Xiàn) ist ein Kreis im Nordwesten der bezirksfreien Stadt Baoding in der chinesischen Provinz Hebei. Er hat eine Fläche von 2448 km² und zählte 2021 rund 284.000 Einwohner.
In einem Bergtempel unweit des Dorfs Sunjiazhuang (孙家庄) im Süden der Großgemeinde Wang’an betrieb der kanadische Arzt Norman Bethune im Oktober/November 1939 ein Feldlazarett der 8. Marscharmee.
Das Institut 101 der Akademie für Flüssigkeitsraketentriebwerkstechnik betreibt im Kreis Laiyuan eine Fabrik für 1,1-Dimethylhydrazin und Distickstofftetroxid, die bei den älteren Raketen der Langer-Marsch-Familie als Treibstoff bzw. Oxidator verwendet werden.

## Geschichte

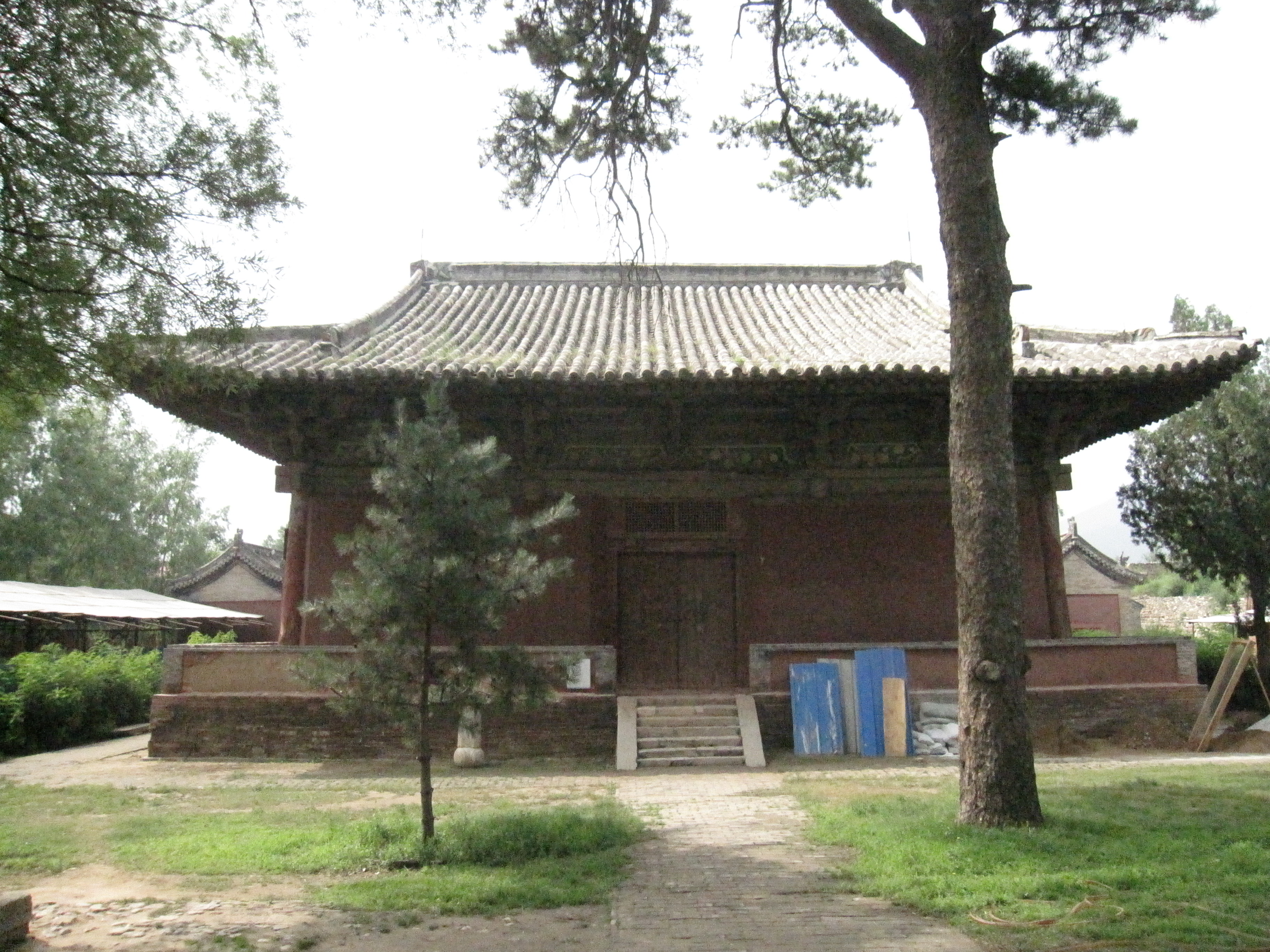
Manjushri-Halle des Geyuan-Klosters (966)

Während der Zeit der Frühlings- und Herbstannalen (770–476 v. Chr.), und danach noch bis 453 v. Chr., gehörte das heutige Kreisgebiet zum Staat Jin, einem der mächtigsten der damaligen Staaten Chinas, dessen Fläche etwa der heutigen Provinz Shanxi entsprach. Als Jin 453 v. Chr., zu Beginn der Zeit der Streitenden Reiche, in die drei Staaten Han, Wei und Zhao aufgeteilt wurde, fiel das Gebiet zunächst an Zhao, wurde dann aber von dem nordöstlich angrenzenden Staat Yan besetzt. Yan seinerseits wurde 222 v. Chr. von Qin annektiert. Nach der Reichseinigung ein Jahr später teilte Kaiser Ying Zheng das Land in 36 Kommandanturen ein; das Gebiet des heutigen Laiyuan kam zur Kommandantur Dai (代郡). Während der Westlichen Han-Dynastie (207 v. Chr. – 9 n. Chr.) wurde dort erstmals ein Kreis eingerichtet, damals Guangchang (广昌县) genannt. Während der Sui-Dynastie (581–618) wurde der Name des Kreises in Feihu (飞狐县) geändert.
Mit der Abtretung der 16 Grenzpräfekturen zwischen Yan (Peking) und Yun (Datong) an die Kitan im Jahr 938 fiel der Kreis Feihu an die Liao-Dynastie, er gehörte zur Präfektur von Datong (大同府), das als Westliche Hauptstadt von Liao fungierte. Im Jahr 966 ließ Kaiser Yelü Jing (耶律璟) in der Kreisstadt den dort seit der Han-Dynastie bestehenden Geyuan-Tempel (阁院寺) zu einem großen buddhistischen Kloster ausbauen. Die Manjushri-Halle aus jener Zeit ist noch im Originalzustand erhalten und steht seit 1996 auf der Liste der Denkmäler der Volksrepublik China. Auch die ursprünglich aus dem Jahr 744 der Tang-Dynastie stammende Xingwen-Pagode (兴文塔) etwa 700 m östlich des Klosters wurde zu jener Zeit in eine achteckige Pagode im Liao-Stil umgebaut. Die Pagode wurde von der Provinz Hebei 1982 unter Denkmalschutz gestellt und steht seit 2006 auf der Liste der Denkmäler der Volksrepublik China.
Während der Ming-Dynastie (1368–1644) wurde die Chinesische Mauer auf dem Gebiet der Gemeinde Wulonggou 25 km nordöstlich von Laiyuan stark ausgebaut. Der entsprechende Mauerabschnitt (乌龙沟长城) steht seit 2001 auf der Liste der Denkmäler der Volksrepublik China. In der Ming-Dynastie erhielt der Kreis seinen alten Namen Guangchang zurück, er gehörte weiterhin zur Präfektur Datong. In der anschließenden Qing-Dynastie (1644–1911) kam Guangchang dann zur Präfektur Yi (易州) der Provinz Zhili, dem heutigen Hebei. Da der Fluss Juma (拒马河) am Berg Lai (涞山) südlich der Stadt entspringt, heißt er in seinem Oberlauf auch „Fluss Lai“ (涞水). Im Jahr 1914, dem 3. Jahr der Republik China, wurde der Kreis daher in „Laiyuan“ umbenannt, also „Quelle des Lai“.

Der Mörser, mit dem Abe Norihide getötet wurde

Während des Antijapanischen Kriegs fanden Anfang November 1939 östlich von Laiyuan heftige Kämpfe zwischen von Nie Rongzhen geführten Einheiten der 8. Marscharmee, die im Wutai-Gebirge ein Netzwerk von antijapanischen Stützpunktgebieten aufgebaut hatten, und der Regionalarmee Nordchina des Kaiserlich Japanischen Heeres statt. Am 4. November 1939 brachen 1500 Mann der 2. Gemischten Brigade unter dem Kommando von Generalleutnant Abe Norihide (1887–1939) aus dem besetzten Laiyuan nach Westen auf, um in den Taihang-Bergen eine Säuberungsaktion durchzuführen. Am 7. November konnte Nie Rongzhen die Japaner in den Hügeln der Huangtu-Kette (黄土岭) in einen Hinterhalt locken, wobei rund 900 Japaner, also mehr als die Hälfte der ausgerückten Soldaten, getötet wurden, darunter auch Generalleutnant Abe. Der Mörser, mit dem der Gefreite Li Erxi (李二喜, 1920–2010) den japanischen Kommandeur tötete, ist heute ein Nationales Kulturgut 1. Klasse und im Militärmuseum Peking ausgestellt.
Abes Nachfolger als Kommandeur der 2. Gemischten Brigade, Generalmajor Hitomi Yoichi (1887–1954), war sich über die Gefährlichkeit der kommunistischen Widerstandskämpfer völlig im Klaren und richtete seinerseits japanische Stützpunkte im Wutai-Gebirge ein. Dies eskalierte am 22. September 1940 zur Lai-Ling-Schlacht (涞灵战役) im Gebiet zwischen Laiyuan und Lingqiu, heute ein Kreis von Datong. Die Angaben zu den Verlusten unterscheiden sich stark, aber bis zum Ende der Gefechte am 10. Oktober 1940 kamen wohl auf beiden Seiten jeweils etwa 1000 Mann ums Leben, wobei die 8. Marscharmee auch 34 schwere Maschinengewehre, mehr als 290 leichtere Waffen und 45.000 Schuss Munition erbeuten konnte.
Nach dem Ende des Zweiten Weltkriegs wurde der Kreis Laiyuan im November 1945 direkt der Provinz Chahar unterstellt, dem heutigen Osten der Inneren Mongolei, kam dann aber im August 1949 zum Sondergebiet Baoding (保定专区) der Provinz Hebei. Während sich der Status Baodings nach der Gründung der Volksrepublik China am 1. Oktober 1949 mehrmals änderte, blieb Laiyuan immer ein Baoding untergeordneter Kreis.

## Administrative Gliederung
Auf Gemeindeebene setzt sich der Kreis Laiyuan aus acht Großgemeinden und neun Gemeinden zusammen. Diese sind:
- Großgemeinde Baishishan (白石山镇)
- Großgemeinde Laiyuan (涞源镇), Sitz der Kreisregierung
- Großgemeinde Nantun (南屯镇)
- Großgemeinde Shuibao (水堡镇)
- Großgemeinde Wang’an (王安镇)
- Großgemeinde Yangjiazhuang (杨家庄镇)
- Großgemeinde Yinfang (银坊镇)
- Großgemeinde Zouma (走马镇)
- Gemeinde Beishifo (北石佛乡)
- Gemeinde Dongtuanbao (东团堡乡)
- Gemeinde Jinjiajing (金家井乡)
- Gemeinde Liujiazhuang (留家庄乡)
- Gemeinde Nanmazhuang (南马庄乡)
- Gemeinde Shangzhuang (上庄乡)
- Gemeinde Tayayi (塔崖驿乡)
- Gemeinde Wulonggou (乌龙沟乡)
- Gemeinde Yanmeidong (烟煤洞乡)

## Verkehrsanbindung
Laiyuan liegt an der 1971 in Betrieb genommenen Bahnstrecke vom Bahnhof Shijingshan-Süd (石景山南站) in Peking nach Yuanping in der Provinz Shanxi, die seit 2019 elektrifiziert wird.
Südlich an der Stadt vorbei führt die Autobahn Rongcheng–Wuhai von der Shandonger Küstenstadt Rongcheng in die Innere Mongolei. Außerdem führen die Nationalstraße 108 von Peking nach Kunming, Provinz Yunnan, die Nationalstraße 207 von Xilin Hot in der Inneren Mongolei nach Xuwen in Guangdong sowie die Hebeier Ringfernstraße G112 durch Laiyuan.